# Aleksandar Vučić
Aleksandar Vučić (Александар Вучић, phát âm [aleksǎːndar ʋǔt͡ʃit͡ɕ], sinh ngày 5 tháng 3 năm 1970) là một chính trị gia người Serb làm Tổng thống Serbia kể từ ngày 31 tháng 5 năm 2017. Ông cũng là người lãnh đạo và chủ tịch của đảng Tiến bộ Serbia. Vučić từng là Bộ trưởng Bộ Thông tin 1998-2000 và sau đó là Bộ trưởng Bộ Quốc phòng 2012-2013, cũng như Phó Thủ tướng Chính phủ từ năm 2012 đến năm 2014. Ông tốt nghiệp Trường Luật Belgrade.

## Tiểu sử
Vučić sinh ngày 5 tháng 3 năm 1970, ở Beograd, cha mẹ là Anđelko Vučić và Angelina Vučić (nhũ danh Milovanov). Cha ông là một nhà kinh tế. Vučić lớn lên trong khu phố Blok 45 của Novi Beograd cùng với em trai của ông Andrej.